# Ediane Gomes
Ediane Gomes é uma ex-lutadora de MMA brasileira que competiu na divisão peso galo. Ela lutou notavelmente no Invicta FC .

## Carreira de artes marciais mistas
Ediane fez sua estreia no MMA em 16 de agosto de 2007. Depois de vencer suas cinco primeiras lutas, Ediane enfrentou a futura campeã peso-galo e peso-pena feminina do UFC, Amanda Nunes. Ela perdeu por nocaute técnico no segundo round.
Após sua vitória no primeiro round sobre Marissa Caldwell, no Bitetti Combat 6, Ediane enfrentou a futura campeã peso-galo feminino do UFC, Ronda Rousey, na estreia de Ronda no MMA. Ediane perdeu por chave de braço aos 25 segundos de luta.

### Campeonato de Luta Invicta
Ediane estreou com sucesso no Invicta FC 3, derrotando Katalina Malungahu com um mata-leão no primeiro round.
Ediane foi então escalada para enfrentar Hiroko Yamanaka, no Invicta FC 4. Ela venceu por decisão unânime.
Ediane estava escalada para enfrentar Cristiane Justino, no Invicta FC 5, mas desistiu devido a uma lesão. Esperava-se que ela voltasse ao Invicta FC 6 contra Julia Budd, mas Julia desistiu devido a uma lesão e foi substituída por Tamikka Brents. Tamikka também se lesionou e foi substituída por Charmaine Tweet. A luta foi então cancelada devido a Charmaine ter problemas de visto.
Ediane finalmente voltou no Invicta FC 8, enfrentando Tonya Evinger. Ela perdeu com uma chave de braço no primeiro round.
Ediane então enfrentou Raquel Pa'aluhi no Invicta FC 12 e perdeu por decisão unânime.
Ediane enfrentou Pam Sorenson no Invicta FC 23 e venceu a luta por decisão dividida.
Em maio de 2018, Ediane anunciou sua aposentadoria do MMA em suas redes sociais.

## Recordes de MMA
| Cartel no MMA   |             |            |
| 15 lutas        | 11 vitórias | 4 derrotas |
| Por nocaute     | 1           | 1          |
| Por finalização | 7           | 2          |
| Por decisão     | 3           | 1          |

| Res.    | Cartel | Oponente                | Método                       | Evento                              | Data                   | Round | Tempo | Local                                       | Notas               |
| ------- | ------ | ----------------------- | ---------------------------- | ----------------------------------- | ---------------------- | ----- | ----- | ------------------------------------------- | ------------------- |
| Vitória | 11–4   | Pam Sorenson            | Decisão (split)              | Invicta FC 23: Porto vs. Niedźwiedź | 20 de maio de 2017     | 3     | 5:00  | Kansas City, Missouri, Estados Unidos       |                     |
| Derrota | 10–4   | Raquel Pa'aluhi         | Decisão (unânime)            | Invicta FC 12: Kankaanpää vs. Souza | 24 de abril de 2015    | 3     | 5:00  | Kansas City, Missouri, Estados Unidos       |                     |
| Derrota | 10–3   | Tonya Evinger           | Submission (armbar)          | Invicta FC 8: Waterson vs. Tamada   | 6 de setembro de 2014  | 1     | 3:31  | Kansas City, Missouri, Estados Unidos       | Bantamweight debut. |
| Vitória | 10–2   | Hiroko Yamanaka         | Decisão (unânime)            | Invicta FC 4: Esparza vs. Hyatt     | 5 de janeiro de 2013   | 3     | 5:00  | Kansas City, Kansas, Estados Unidos         |                     |
| Vitória | 9–2    | Katalina Malungahu      | Submissão (rear-naked choke) | Invicta FC 3: Penne vs. Sugiyama    | 6 de outubro de 2012   | 1     | 4:19  | Kansas City, Kansas, Estados Unidos         |                     |
| Vitória | 8–2    | Leslie Smith            | Decisão (unânime)            | BEP 5 - Breast Cancer Beatdown      | 1 de outubro de 2011   | 3     | 5:00  | Fletcher, Carolina do Norte, Estados Unidos |                     |
| Vitória | 7–2    | Katrine Alendal         | Submissão (Ankle lock)       | BlackEye Promotions 4               | 17 de junho de 2011    | 1     | 0:42  | Fletcher, Carolina do Norte, Estados Unidos |                     |
| Derrota | 6–2    | Ronda Rousey            | Submission (armbar)          | KOTC: Turning Point                 | 27 de março de 2011    | 1     | 0:25  | Tarzana, Califórnia, Estados Unidos         |                     |
| Vitória | 6–1    | Marissa Caldwell        | Submissão (armbar)           | World Extreme Fighting 45           | 22 de janeiro de 2011  | 1     | 1:46  | Jacksonville, Flórida, Estados Unidos       |                     |
| Derrota | 5–1    | Amanda Nunes            | TKO (punches)                | Bitetti Combat 6                    | 25 de janeiro de 2010  | 2     | 3:00  | Brasil                                      |                     |
| Vitória | 5–0    | Ana Maria               | Submission (armbar)          | Jungle Fight 11                     | 13 de setembro de 2008 | 2     | 3:01  | Rio de Janeiro, Brasil                      |                     |
| Vitória | 4–0    | Michelle Farias         | Submissão (armbar)           | Jungle Fight 10                     | 12 de julho de 2008    | 1     | 0:48  | Rio de Janeiro, Brasil                      |                     |
| Vitória | 3–0    | Pamela Rivelles         | TKO (punches)                | Beach Fight Festival                | 10 de maio de 2008     | 1     | 1:36  | São Paulo, Brasil                           |                     |
| Vitória | 2–0    | Elaine Santiago de Lima | Submission (armbar)          | Cla Fighting Championships 2        | 15 de setembro de 2007 | 1     | 2:36  | São Paulo, Brasil                           |                     |
| Vitória | 1–0    | Elaine Santiago de Lima | Submissão (armbar)           | Extreme Fight Championships 1       | 16 de agosto de 2007   | 1     | n/a   | São Paulo, Brasil                           |                     |